# Amtsgericht Norden

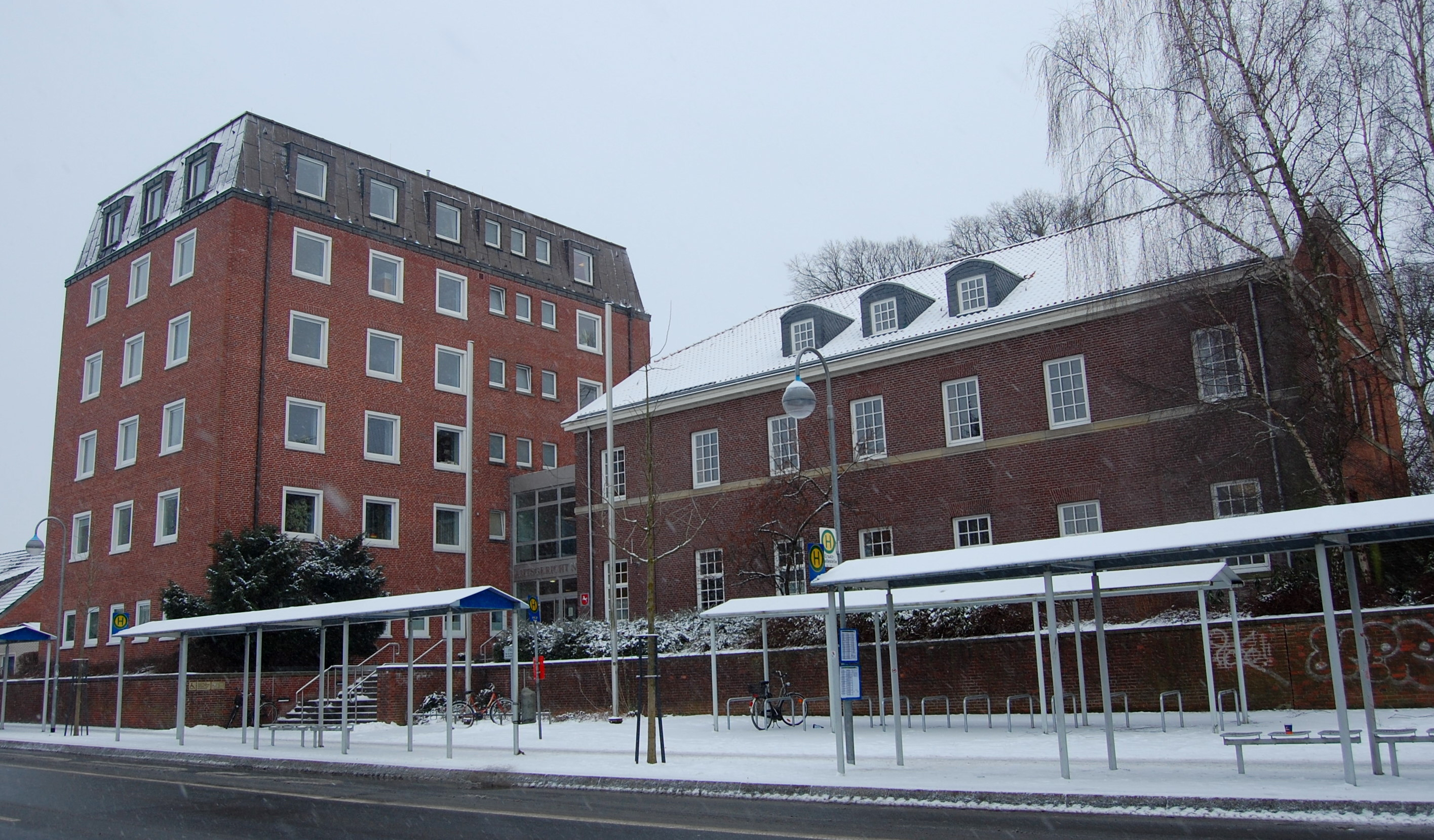
Amtsgericht Norden (2010)

Das Amtsgericht Norden ist eines von fünf Amtsgerichten im Bezirk des Landgerichts Aurich. Es hat seinen Sitz in Norden in Niedersachsen.

## Zuständigkeiten
Das Amtsgericht Norden ist zuständig für die Städte Norden und Norderney, die Gemeinden Baltrum, Dornum, Großheide und Juist, die Samtgemeinden Brookmerland und Hage sowie das gemeindefreie Gebiet Nordseeinsel Memmert.
Ihm ist das Landgericht Aurich übergeordnet. Zuständiges Oberlandesgericht ist das Oberlandesgericht Oldenburg.

## Geschichte
Nach der Revolution von 1848 wurde im Königreich Hannover die Rechtsprechung von der Verwaltung getrennt und die Patrimonialgerichtsbarkeit abgeschafft.
Das Amtsgericht wurde daraufhin mit der Verordnung vom 7. August 1852 die Bildung der Amtsgerichte und unteren Verwaltungsbehörden betreffend als königlich hannoversches Amtsgericht gegründet. Es umfasste das Amt Norden und die Stadt Norden. Das Amtsgericht war dem Obergericht Aurich untergeordnet. Mit der Annexion Hannovers durch Preußen wurde es zu einem preußischen Amtsgericht in der Provinz Hannover. Mit dem Inkrafttreten des deutschen Gerichtsverfassungsgesetzes am 1. Oktober 1879 wurden reichsweit einheitlich Amts-, Land- und Oberlandesgerichte geschaffen. Das Amtsgericht Norden blieb bestehe und war nun dem Landgericht Aurich nachgeordnet. Sein Gerichtsbezirk umfasste nun aus dem Landkreis Emden den Stadtbezirk Norden und das Amt Norden ohne den Teil der dem Amtsgericht Berum zugeordnet war. Am Gericht bestanden 1880 zwei Richterstellen. Das Amtsgericht war damit ein mittelgroßes Amtsgericht im Landgerichtsbezirk. Gerichtstage wurden auf Juist und Norderney  gehalten. In Folge der Weltwirtschaftskrise wurden 60 Amtsgerichte auf Grund von Sparverordnungen aufgehoben. Mit der Verordnung über die Aufhebung von Amtsgerichten vom 30. Juli 1932 wurde das Amtsgericht Berum zum 30. September 1932 aufgehoben und sein Sprengel dem Amtsgericht Norden zugeordnet. Das Gefängnis wurde Ende 1951 geschlossen. Im Jahre 1972 erhielt das Amtsgericht Norden weitere Zuständigkeiten von den Amtsgerichten Esens und Emden. Das jetzige Hauptgebäude wurde 1978 fertiggestellt.